# 伊朗伊斯兰共和国铁路
伊朗伊斯兰共和国铁路（波斯語：‎）是伊朗的国营铁路，受伊朗道路及交通局管理。
伊朗伊斯兰共和国铁路旗下有雷扎客运铁路公司（Raja Passenger Train Company），运营连接德黑兰至伊斯坦布尔和大马士革的国际铁路。货运业务则由旗下的铁路运输公司运营。
据2011年统计，铁路运输占伊朗全国运输的9%至11%，每年铁路运输约3300万吨货物及2900万乘客。

## 铁路
- 德黑兰-库姆-伊斯法罕高铁